# Алберт Штрек
Алберт Штрек (мађ. Albert Ströck-Török је био румунско-мађарски фудбалер који је играо за КА Орадеа, ФК Ујпешт, као и за репрезентације Румуније и Мађарске. Био је део тима Румуније за фудбалски турнир на Летњим олимпијским играма 1924. године.
Играо је за ФК Ујпешт између 1929. и 1932. године, освојивши Митропа куп 1929. и Куп нација 1930. Потом се преселио у Швајцарску, у ФК Ла Шо де Фон. Између 1922. и 1926. године наступио је 8 пута за репрезентацију Румуније и постигао 2 гола. Био је члан тима који је учествовао на Олимпијским играма у Паризу 1924. Између 1927. и 1932. играо је 15 пута у репрезентацији Мађарске и постигао три гола.
Његов брат Иштван Штрок је такође био фудбалер. Да би их разликовали у спортској штампи био је познат као Штрек II.

## Достигнућа
Ујпешт
- Прва лига Мађарске у фудбалу: 
  - шампион 1929/30, 1930/31
- Митропа куп: 
  - победник 1929.
- Турнир шампиона
  - првак 1930.